# Les Gonds
Les Gonds é uma comuna francesa na região administrativa da Nova Aquitânia, no departamento de Charente-Maritime. Estende-se por uma área de 12,96 km². Em 2010 a comuna tinha 1 840 habitantes (densidade: 142 hab./km²).